# María Elena Arpón
María Elena Arpón (* 1948 in Barcelona) ist eine spanische Schauspielerin.

## Leben
Arpón spielte von 1968 bis 1974 in sechzehn Filmen; unter dem anglisierten Namen Helen Harp wurde sie durch die Filmreihe um die Reitenden Leichen und anderen Horrorfilmen besonders bekannt.

## Filmografie (Auswahl)
- 1971: Die Nacht der reitenden Leichen (La noche del terror ciego)
- 1973: Fuzzy, halt die Ohren steif! (Tequila!)
- 1973: Die Stunde der grausamen Leichen (El jorobado de la Morgue)
- 1973: Las tres perfectas casadas